# SpaceMETA
SpaceMETA é um grupo brasileiro fundado em 2010 para explorar oportunidades aeroespaciais motivados pelo competição Google Lunar X Prize.

## Atualização Importante
Devido à falta de veículo de lançamento e algumas premissas definidas pelo Google, várias equipes fizeram uma coalizão para ter o direito de assinar o contrato chamado LIA, definido pela organização GLXP XPrize. O SpaceMETA tem duas opções naquela época para completar sua missão, e uma delas estava usando o Orbit Rocket e outra o India Rocket. Devido à regra do GLXP que não permite mais de 10% da participação do governo, o foguete indiano não pode ser usado e, neste momento, o Orbital Rocket ainda não estava totalmente testado e apesar de todas as equipes terem solicitado ao Google e ao GLXP uma extensão na data do lançamento , a concorrência estava próxima e apenas a equipe de Israely, TeamIL, seguiu em frente e divulgou notícias da superfície da Lua, BTW e arquivos fantásticos, mas muito dispendiosos de acordo com fontes não oficiais, que estimam o valor da missão em 100 USD MM. 20% mais dispendioso do que a missão de pouso em Marte na Índia. Esta informação deve ser verificada.

## Objetivo
Como uma das menos de 30 equipes ativas em todo o mundo (informações a partir de 2012.) ( em 2017 restavam apenas 5 finalistas ), e selecionado para participar de uma competição que oferecia 30 milhões de dólares estadunidenses para o primeiro a pousar na superfície lunar e ter sucesso para realizar vários marcos especiais (como enviar fotos e filmes para a Terra, sobreviver alguns dias lá, visitar algumas localidades de pouso de antigas missões, e se locomover 500 metros). Seria a primeira missão da SpaceMETA e que foi a última equipe a ser selecionada pela Fundação X Prize para participar na GLXP, e foi o único selecionado do Brasil.

## Web Site
Uma atualização oficial sobre a mudança de domínio informa que: No momento, o site oficial do SpaceMETA foi movido para http://www.spaceMETA.com.br, para um domínio brasileiro, apesar de ainda haver uma página de destino na versão em inglês .

## História
A SpaceMETA foi fundada em 2010 por Sergio Cabral Cavalcanti um pesquisador da Universidade Federal do Rio de Janeiro e atual empresário da empresa IdeaValley. a SpaceMETA foi inicialmente patrocinada pela Intel Corporation, que tem o direito de preferência para a primeira rodada de investimentos em caso de sucesso da missão.

## Equipes
Primeira Equipe (2010)
A primeira equipe do SpaceMETA foi formada por
- Sergio Cabra; Cavalcanti (fundador)
- Juliana Laxe
- Nelson Marques
- Laurent Gil ( moveu para a Viewdle , que foi adquirida pelo Google por USM 50 )
- E vários professores da UFRJ (Universidade Federal do Rio de Janeiro) e UERJ (Universidade Estadual do Rio de Janeiro)
Após 10 anos de desenvolvimento de projetos e várias apresentações mundiais com o Google GLXP e captação de recursos, o SpaceMETA começou a construir sua segunda equipe e mudou seu primeiro objetivo para um objetivo de baixa órbita de implantar um motor iônico para fazer testes de potência antes de iniciar a lua. movimento.
Segunda equipe (2020)
- Sergio Cabral Cavalcanti (fundador)
- Juliana Laxe
- vários professores da UFRJ (Universidade Federal do Rio de Janeiro) e UERJ (Universidade Estadual do Rio de Janeiro)
- Cientista Charles Duvoisin Instituto IBCI 

## Joint Venture com Synergy Moon
O SpaceMETA e várias outras equipes se juntaram ao Synergy Moon como uma das 5 equipes finalistas a pousar na Lua usando um possível foguete orbital como carga útil primária ou como rocketas indianos uma segunda carga útil.
Como premissa de não usar um projeto de comodidade Falcon 9 da SpaceX, Sergio Cabral Cavalcanti, fundador da SpaceMETA declarou que os chás estavam mais interessados em uma inovação independente, uma vez que o Falcon 9 possui o Merlin Engine sem notícias diferentes do Saturn V dos motores Rockectdine, apesar de seu fantástico projeto de tecnologia.

## Apresentações
Todas as apresentações do SpaceMETA podem ser encontradas em www.slideshare.net/ideavalley123